# 卡拉尼亚斯
卡拉尼亚斯，是西班牙安达卢西亚自治区韦尔瓦省的一个市镇。总面积282平方公里，总人口4647人（2001年），人口密度16人/平方公里。西班牙语的（卷沿帽）一词即是来自这个地名。